# Komaitho
Komaitho, auch Komätho (altgriechisch Κομαιθώ Komaithṓ), ist in der griechischen Mythologie die Tochter des Pterelaos, des Königs der Taphier.
Komaitho verliebte sich in Amphitryon, der sich mit Pterelaos im Krieg befand. Pterelaos konnte jedoch nicht besiegt werden, da er von Poseidon ein goldenes Haar bekommen hatte, das ihn unbesiegbar machte. Komaitho schnitt aus Liebe ihrem Vater das Haar ab, worauf Amphitryon die taphischen Inseln eroberte. Nach der Eroberung der Inseln wurde Komaitho von Amphitryon getötet.